# Catherine Frot
Catherine Frot (Párizs, 1956. május 1. –) kétszeres César-díjas francia színésznő. Tizenegyszer jelölték a díjra. Legismertebb szerepe a Florence Foster Jenkins élete által ihletett Marguerite – A tökéletlen hang (2016) című vígjátékdrámában volt.

## Élete és pályafutása
Frot Párizsban született 1956. május 1-jén. Két testvére van, egy öccse és egy húga, Dominique Frot, aki szintén színésznő. Szülei értelmiségiek, apja mérnök és anyja matektanár. Szülei elváltak, mikor tinédzser volt, és úgy döntött, hogy színésznő lesz. Tizennégy évesen felvételt nyert a Versailles-i Konzervatóriumba, majd a Rue Blanche Iskolában folytatta tanulmányait, és a Párizsi Konzervatóriumban tökéletesítette tudását. A kísérleti színházban tevékenykedett, tizennyolcévesen társalapítója lett saját társulatának, a La Compagnie du Chapeau Rouge-nak.
Az 1980-as évek elején kezdett el filmszerepekre jelentkezni, és kisebb szerepet kapott Alain Resnais Mon oncle d'Amérique című filmjében. Ezután több filmben is szerepelt, többek között A lélekdoktor, a Les Babas-Cool és a Guy de Maupassant címűekben. 1986-ban César-díjra jelölték a legjobb női mellékszereplő kategóriában az Escalier C című filmben nyújtott alakításáért. Áttörése 1995-ben következett be, amikor Yolande szerepét játszotta a Családi ünnep című filmben, amiért elnyerte a Molière-díjat a legjobb női mellékszereplő kategóriában. Ugyanezt a szerepet játszotta Cédric Klapisch filmadaptációjában is, és 1997-ben César-díjat nyert.
1999-ben kapta meg első főszerepét a La dilettante című filmben, amelyben egy svájci polgári nőt alakított, aki Párizsban kezdi újra az életét. Továbbra is termékenyen dolgozott olyan filmekben, mint a Chaos, a Les soeurs fâchées és a Bomlott Boudu beköltözött, és rendszeresen együttműködött Pascal Thomas rendezővel olyan detektívtörténetekben, mint a Titkok háza, a Le crime est notre affaire és a Bűnvadász házaspár. 2012-ben Jean d’Ormesson mellett Danièle Delpeuch-t, François Mitterrand személyi szakácsa szerepét játszotta az Ízek palotája című filmben. 2016-ban Frot elnyerte a César-díjat a legjobb színésznő kategóriában Marguerite Dumont szerepéért a Xavier Giannoli rendezte Marguerite – A tökéletlen hang című filmben. 2025-ben ismét César-díjra jelölték a Miséricorde című fekete humorú thrillerben nyújtott alakításáért.

### Magánélete
Az 1970-es években Frot-nak romantikus kapcsolata volt Pierre Pradinas rendezővel. 1987-ben feleségül ment Michel Couvelard rendezőhöz, 1996-ban pedig örökbe fogadtak egy mauritiusi kislányt, Suzanne-t. 2013-ban a házaspár elvált. 2022 óta Gilles Chiriaux a párja.

## Filmográfia

### Film
| Év   | Magyar cím                     | Eredeti cím                 | Szerep                     | Magyar hang    |
| ---- | ------------------------------ | --------------------------- | -------------------------- | -------------- |
| 1980 |                                | Mon oncle d'Amérique        | Arlette, fiatal lány       |                |
| 1981 | A lélekdoktor                  | Psy                         | Babette                    | F. Nagy Eszter |
| 1981 |                                | Les babas-cool              | Véronique                  |                |
| 1982 |                                | Guy de Maupassant           | Mouche                     |                |
| 1983 |                                | Une pierre dans la bouche   | Jacqueline "Jacky"         |                |
| 1985 |                                | Du sel sur la peau          | Charlotte                  |                |
| 1985 |                                | Escalier C                  | Béatrice                   |                |
| 1985 |                                | Elsa, Elsa!                 | Juliette                   |                |
| 1987 |                                | Le moine et la sorcière     | Cécile                     |                |
| 1989 |                                | Chambre à part              | Babette                    |                |
| 1990 |                                | Tom et Lola                 | Catherine, Tom anyja       |                |
| 1990 | Üdvözlöm a fedélzeten          | Bienvenue à bord!           | a szőke                    | Udvarias Anna  |
| 1991 |                                | Sushi Sushi                 | a bankárhölgy              |                |
| 1992 |                                | Juste avant l'orage         | Irène                      |                |
| 1992 |                                | Vieille canaille            | Marylin                    |                |
| 1993 |                                | Vent d'est                  | Martha Hubber              |                |
| 1994 |                                | J'ai pas sommeil            | a nő a könyvespolccal      |                |
| 1996 | Családi ünnep                  | Un air de famille           | Yolande                    | Orosz Helga    |
| 1998 | Dilisek vacsorája              | Le dîner de cons            | Marlène Sasseur            | Molnár Zsuzsa  |
| 1998 | Paparazzi                      | Paparazzi                   | Evelyne Bordoni            | Udvarias Anna  |
| 1998 |                                | Ça reste entre nous         | Hélène                     |                |
| 1998 |                                | Dormez, je le veux!         | Marie-Louise, az anya      |                |
| 1999 |                                | La nouvelle Ève             | Isabelle                   |                |
| 1999 |                                | La dilettante               | Pierrette Dumortier        |                |
| 1999 |                                | Inséparables                | Gisèle                     |                |
| 1999 |                                | À vot' service              | Fanny                      |                |
| 2001 |                                | Mercredi, folle journée!    | Sophie                     |                |
| 2001 |                                | Chaos                       | Hélène                     |                |
| 2002 | Trilógia – Menekülés           | Cavale                      | Jeanne Rivet               | Törtei Tünde   |
| 2002 |                                | Après la vie                | Jeanne Coste               |                |
| 2002 | Trilógia – Csodás páros        | Un couple épatant           | Jeanne                     | Törtei Tünde   |
| 2003 | Szívem csücske: Chouchou       | Chouchou                    | Nicole Milovavovich doktor | Molnár Zsuzsa  |
| 2003 |                                | 7 ans de mariage            | Audrey / a feleség         |                |
| 2004 |                                | Eros thérapie               | Agnès                      |                |
| 2004 | Viperát markolva               | Vipère au poing             | Paule "Folcoche" Rézeau    |                |
| 2004 |                                | Les soeurs fâchées          | Louise Mollet              |                |
| 2005 | Bomlott Boudu beköltözött      | Boudu                       | Yseult Lespinglet          | Kovács Nóra    |
| 2005 | Titkok háza                    | Mon petit doigt m'a dit...  | Prudence Beresford         | Pápai Erika    |
| 2006 |                                | La tourneuse de pages       | Ariane                     |                |
| 2006 |                                | Le passager de l'été        | Monique                    |                |
| 2006 |                                | Odette Toulemonde           | Odette Toulemonde          |                |
| 2008 |                                | L'empreinte de L'ange       | Elsa Valentin              |                |
| 2008 |                                | Le crime est notre affaire  | Prudence Beresford         |                |
| 2009 |                                | Les derniers jours du monde | Ombeline                   |                |
| 2009 | Anyaszív-szomorító             | Le vilain                   | Maniette                   | Pásztor Erzsi  |
| 2010 |                                | Imogène McCarthery          | Imogène                    |                |
| 2011 |                                | Fabienne                    | Fabienne Bourrier          |                |
| 2012 |                                | Bowling                     | Catherine                  |                |
| 2012 | Bűnvadász házaspár             | Associés contre le crime    | Prudence Beresford         | Bertalan Ágnes |
| 2012 | Ízek palotája                  | Les saveurs du palais       | Hortense Laborie           | Kovács Nóra    |
| 2015 | Marguerite – A tökéletlen hang | Marguerite                  | Marguerite Dumont          | Pápai Erika    |
| 2017 | Én és a mostohám               | Sage femme                  | Claire Breton              | Kovács Nóra    |
| 2017 | Derült égből család            | Momo                        | Laurence Prioux            | Kovács Nóra    |
| 2019 |                                | Qui m'aime me suive!        | Simone                     |                |
| 2020 | A rózsák királynője            | La fine fleur               | Eve Vernet                 | Kovács Nóra    |
| 2020 |                                | Des hommes                  | Solange                    |                |
| 2020 |                                | Sous les étoiles de Paris   | Christine                  |                |
| 2023 |                                | Un homme heureux            | Édith / Eddy Leroy         |                |
| 2024 |                                | Miséricorde                 | Martine Rigal              |                |

### Televízió
| Év      | Eredeti cím                                       | Szerep                | Megjegyzések                          |
| ------- | ------------------------------------------------- | --------------------- | ------------------------------------- |
| 1975    | Les charmes de l'été                              | Béatrice              | 5 epizód                              |
| 1975    | Les compagnons d'Eleusis                          | a házmester           | 1 epizód                              |
| 1977    | L'enlèvement du régent – Le chevalier d'Harmental | Bathilde              | tévéfilm                              |
| 1980    | Mont-Oriol                                        | Charlotte Oriol       | tévéfilm                              |
| 1981    | La ville noire                                    | Tonine                | tévéfilm                              |
| 1981    | Mon meilleur Noël                                 | Tante Claude          | 1 epizód                              |
| 1981–82 | Cinéma 16                                         | Nathalie Juliette     | 2 epizód                              |
| 1982    | La cerisaie                                       | Donniacha             | tévéfilm                              |
| 1982    | Egmont                                            | Claire Klare          | tévéfilm                              |
| 1983    | Emmenez-moi au théâtre                            | Eurydice              | 1 epizód                              |
| 1983    | Le Chemin de Saint Pancrace                       | ?                     | tévéfilm                              |
| 1984    | Les amis de monsieur Gazon                        | Patricia              | tévéfilm                              |
| 1984    | Les timides aventure d'un laveur de carreaux      | Jacqueline            | tévéfilm                              |
| 1984    | Jacques le fataliste et son maître                | Sophie                | tévéfilm                              |
| 1986    | L'inconnue de Vienne                              | Juliette              | tévéfilm                              |
| 1987    | L'heure Simenon                                   | Louise                | 1 epizód                              |
| 1988    | A szörny arca (La face de l'ogre)                 | Marion                | tévéfilm, magyar hangja Málnai Zsuzsa |
| 1989    | Personne ne m'aime                                | ?                     | tévéfilm                              |
| 1990    | Sésame, ouvre-toi!                                | ?                     | tévéfilm                              |
| 1991    | Haute tension                                     | Fabienne              | 1 epizód                              |
| 1991    | Cycle Simenon                                     | Anna                  | 1 epizód                              |
| 1992    | Les cinq dernières minutes                        | Jacqueline Cauvin     | 1 epizód                              |
| 1993    | Ma petite Mimi                                    | Mimi                  | tévéfilm                              |
| 1994    | Un été à l'envers                                 | Marie                 | tévéfilm                              |
| 1995    | Sa dernière lettre                                | Cécile                | tévéfilm                              |
| 1997    | Un homme                                          | Gisèle                | tévéfilm                              |
| 1997    | Quand j'étais p'tit                               | Suzanne               | tévéfilm                              |
| 1997    | Le dernier été                                    | Béatrice Bretty       | tévéfilm                              |
| 1997–99 | L'histoire du samedi                              | Antoinette Bomme Josy | 2 epizód                              |
| 1998    | Je vais t'apprendre la politesse                  | a bárónő              |                                       |
| 2002    | L'enfant éternel                                  | Carole                | tévéfilm                              |
| 2007    | L'affaire Christian Ranucci: Le combat d'une mère | Héloïse Ranucci       | tévéfilm                              |
| 2015    | La tueuse caméléon                                | Elle                  | tévéfilm                              |
| 2017    | Fleur de Cactus                                   | Stéphane              | tévéfilm                              |
| 2022    | Capitain Marleau                                  | Florence Rougier      | 1 epizód                              |
| 2023    | Une confession                                    | Maud Duberry          | tévéfilm                              |

## Fontosabb díjak és jelölések
| Cím                            | Esemény            | Díj       | Kategória                        | Eredmény |
| ------------------------------ | ------------------ | --------- | -------------------------------- | -------- |
| Escalier C                     | 1986-os César-gála | César-díj | Legjobb mellékszereplő színésznő | Jelölve  |
| Családi ünnep                  | 1997-es César-gála | César-díj | Legjobb mellékszereplő színésznő | Elnyerte |
| Dilisek vacsorája              | 1999-es César-gála | César-díj | Legjobb mellékszereplő színésznő | Jelölve  |
| La dilettante                  | 2000-es César-gála | César-díj | Legjobb színésznő                | Jelölve  |
| Chaos                          | 2002-es César-gála | César-díj | Legjobb színésznő                | Jelölve  |
| La tourneuse de pages          | 2007-es César-gála | César-díj | Legjobb színésznő                | Jelölve  |
| Odette Toulemonde              | 2008-as César-gála | César-díj | Legjobb színésznő                | Jelölve  |
| Le crime est notre affaire     | 2009-es César-gála | César-díj | Legjobb színésznő                | Jelölve  |
| Ízek palotája                  | 2013-as César-gála | César-díj | Legjobb színésznő                | Jelölve  |
| Marguerite – A tökéletlen hang | 2016-os César-gála | César-díj | Legjobb színésznő                | Elnyerte |
| Misericordia                   | 2025-ös César-gála | César-díj | Legjobb mellékszereplő színésznő | Jelölve  |